# SMS Tegetthoff
SMS Tegetthoff byla druhou ze čtyř bitevních lodí stejnojmenné třídy postavených pro rakousko-uherské námořnictvo. Jméno dostala podle rakouského admirála Wilhelma von Tegetthoff, který se nejvíce proslavil porážkou italského námořnictva v bitvě u Visu roku 1866. Přestože ze všech dreadnoughtů této třídy byl jako první dokončený SMS Viribus Unitis, kýl Tegetthoffu byl založen dříve a proto je po něm označena celá tato třída. Loď byla vyzbrojena dvanácti děly ráže 305 mm (12 palců) ve čtyřech věžích po třech. Stavba probíhala krátce před první světovou válkou v loděnici Stabilimento Tecnico Triestino v Terstu a dokončena byla v březnu 1912.
Na jaře roku 1914, těsně před vypuknutím první světové války, podnikly Tegetthoff a Viribus Unitis plavbu východním Středomořím, přičemž kotvily i na Maltě. Na začátku války byl součástí 1. bitevní divize rakousko-uherského námořnictva spolu se sesterskými loděmi a kotvil v námořní základně v Pule. 24. května 1915 se loď účastnila poprvé boje, a to během útoku na italský přístav Ancona po italském vyhlášení války Rakousku-Uhersku, ale po zbytek války už se větších bojových aktů kvůli blokádě Otrantského průlivu neúčastnila. V červnu 1918 se měla podílet na útoku na blokádu Otrantské úžiny, který byl ale po napadení Tegetthoffu a sesterské lodě Szent István ráno 10. června italskými motorovými torpédovými čluny, odvolán. Lodě pluly v jednom svazu, Tegetthoff vyvázl nepoškozen, ale Szent István byl potopen. Před jeho potopením se jej Tegetthoff neúspěšně pokusil odtáhnout do bezpečí.
Zbývající dvě lodě jeho třídy se vrátily do přístavu v Pule, kde zůstaly po zbytek války. Když Rakousko-Uhersko v říjnu 1918 prohrávalo, rakouská vláda se rozhodla převést většinu svého námořnictva na nový Stát Slovinců, Chorvatů a Srbů, aby je nemusela předat Spojencům. Tento převod však nebyl příměřím ve Villa Giusti, podepsaným mezi Rakousko-Uherskem a spojenci v listopadu 1918, uznán. Podle podmínek smlouvy ze Saint-Germain-en-Laye byl Tegetthoff předán Itálii. Následně byl přesunut do Benátek, než ho Italové ukázali jako válečnou trofej. Zahrál si ve filmu Eroi di nostri mari („Hrdinové našich moří“), který zobrazoval potopení Szent Istvánu. Po přijetí Washingtonské námořní smlouvy v roce 1922 byl v letech 1924 až 1925 v přístavu La Spezia rozebrán do šrotu.